# Fàtima az-Zahrà
Fàtima bint Muhàmmad (àrab: فاطمة بنت محمد, Fāṭima bint Muḥammad), més coneguda com Fàtima az-Zahrà (àrab: فاطمة الزهراء, Fāṭima az-Zahrāʾ) (605-632) és la filla menor del profeta Muhàmmad i epònima de la nissaga que va governar el Califat Fatimita. És una figura molt venerada en l'islamisme xiïta, on se l'anomena «la Brillant» i «la Casta» i se la considera un exemple del paper de la dona, perquè va estar sempre al servei de la seva família i entregada a la pregària. Es va casar amb Alí ibn Abi-Tàlib, cosí del profeta Muhàmmad, amb qui va tenir tres fills, al-Hàssan ibn Alí, al-Múhsin ibn Alí, que no la sobrevisqué, i al-Hussayn ibn Alí, i dues filles, Umm-Kulthum bint Alí i Zàynab bint Alí.

## Biografia

### Primers anys de vida
Fàtima va néixer a la Meca de Khadija, la primera de les dones de Mahoma. La visió sunnita principal és que Khadija va donar a llum a Fàtima l'any 605 dC, als cinquanta anys, cinc anys abans de les primeres revelacions alcoràniques. Això implica que Fàtima tenia més de divuit anys en el moment del seu matrimoni, cosa que hauria estat inusual a l'Aràbia d'aquella època. Una dotzena de fonts, però, informen que Fàtima va néixer cap al 612 o 615 dC, quan Khadija hauria estat una mica més gran. Les notícies del sunnita Ibn Sad al seu Kitab at-tabaqat al-kubra suggereixen que Fàtima va néixer quan Mahoma tenia uns trenta-cinc anys.
L'opinió sunnita és que Fàtima tenia tres germanes, anomenades Zàynab, Umm-Kulthum i Ruqayya, que no van sobreviure a Mahoma. Alternativament, diverses fonts xiïtes afirmen que Zàynab, Ruqayya i Umm-Kulthum van ser adoptades per Mahoma després de la mort de la seva mare, Hala, germana de Khadija. Segons Abbas, la majoria dels musulmans sostenen que Fàtima era l'única filla biològica de Mahoma, mentre que Fedele limita aquesta creença als xiïtes. Hyder informa que aquesta creença és freqüent entre els xiïtes del sud d’Àsia. Fàtima també va tenir tres germans que van morir quan encara eren infants.
Fàtima va créixer a la Meca mentre Mahoma i els seus pocs seguidors patien els maltractaments dels infidels. En una ocasió, es va afanyar a ajudar Mahoma quan, a instigació d'Abu-Jahl, enemic de Mahoma i politeista, li van llençar a sobre tot de brutícia. Fàtima va perdre la seva mare, Khadija, en la infància. Quan Khadija va morir, es diu que Gabriel va baixar a Mahoma amb un missatge per consolar Fàtima.

## Matrimoni
Fàtima es va casar amb un cosí de Mahoma, Alí, a Medina, cap a l'1 o 2 de l'Hègira (623/625 dC), possiblement després de la batalla de Badr. Hi ha proves sunnites i xiïtes que alguns dels companys, inclosos Abu-Bakr i Úmar, havien demanat abans la mà de Fàtima en matrimoni, però van ser rebutjats per Mahoma, que va dir que estava esperant el moment fixat pel destí. També es diu que Alí es va mostrar reticent a demanar a Mahoma de casar-se amb Fàtima a causa de la seva pobresa. Quan Mahoma va presentar la proposta d'Alí a Fàtima, ella va romandre en silenci, fet que es va entendre com un consentiment tàcit. Sobre la base d'aquest informe, el consentiment de la dona en el matrimoni sempre ha estat necessari en la llei islàmica. Mahoma també va suggerir que Alí vengués el seu escut per pagar el regal de núvia (mahr).
Mahoma va presidir la cerimònia del casament, i es va preparar un banquet de noces auster amb regals d'altres musulmans. Fonts xiïtes recullen que Fàtima va donar el seu vestit de núvia la nit de noces. Més tard, la parella es va traslladar a una casa al costat de l'habitatge de Mahoma a Medina. El seu matrimoni va durar uns deu anys, fins a la mort de Fàtima. L'edat de Fàtima en el moment del seu matrimoni és incerta, entre els nou i els vint-i-un anys. Es diu que Alí tenia uns vint-i-dos anys.
Com amb la majoria dels musulmans, la parella va viure en una pobresa severa durant els primers anys de l'islam. En particular, tots dos van haver de fer un dur treball físic per sortir-se'n. Fonts xiïtes expliquen que Alí treballava en diverses feines mentre que Fàtima era responsable de les tasques domèstiques. També es relata que Mahoma va ensenyar a la parella un tasbih, una pregària, per ajudar a alleujar la càrrega de la seva pobresa: El tasbih de Fàtima consta de les frases Al·lahu àkbar (lit. ‘Déu és (el) més gran’ ), Al-hamdu li-L·lah (lit. ‘la lloança (sigui) per a Déu’ ) i Subhanu L·lah (lit. ‘Déu és gloriós’). Les seves circumstàncies financeres van millorar més tard quan, arran de la batalla de Khaybar, els musulmans van aconseguir més terres. A Fàtima se li va donar en algun moment una criada, anomenada Fidda.

### Importància
Entre d'altres, el sunnita as-Suyutí (m. 1505) atribueix a Mahoma l'afirmació que «Déu em va ordenar casar Fàtima amb Alí». Segons Veccia Vaglieri i Klemm, Mahoma també va dir a Fàtima que l'havia casat amb el millor membre de la seva família. Hi ha una altra versió d'aquest hadit a la col·lecció canònica sunnita Músnad Àhmad ibn Hanbal, en la qual Mahoma lloa Alí com el primer de l'islam, el que més en sap i el més pacient de la comunitat musulmana. Nasr escriu que la unió de Fàtima i Alí té un significat espiritual especial per als musulmans, ja que es veu com el matrimoni entre «les persones santes més grans» que envolten Mahoma.
Alí no es va tornar a casar mentre va viure Fàtima. Tanmateix, al-Miswar ibn Makhrama, un sahaba que tenia nou anys quan va morir Mahoma, sembla ser l'únic narrador d'una suposada proposta de matrimoni d'Alí amb la filla d'Abu-Jahl, recollida en fonts sunnites. Tot i que la poligínia està permesa a l'islam, Mahoma va prohibir aquest matrimoni des del púlpit, dient que no hi pot haver unió de la filla del profeta i la filla de l'enemic de Déu (Abu-Jahl). També es diu que va elogiar el seu altre gendre, possiblement Uthman o Abu-l-As. Soufi assenyala que la referència al tercer califa Uthman podria reflectir el punt de vista de l'ortodòxia sunnita, en la qual Uthman es considera superior al seu successor Alí.
Buehler suggereix que aquestes tradicions sunnites que donen una imatge negativa d'Alí s'han de tractar amb precaució, ja que reflecteixen l'agenda política de l'època. A les fonts xiïtes, en canvi, es diu que Fàtima va tenir una vida matrimonial feliç, que va durar fins a la seva mort l'any 11 de l'Hègira. En particular, es diu que Alí va dir: «Sempre que la mirava [Fàtima], totes les meves preocupacions i tristesa desapareixien».

### Aparença
Els sunnites al-Hakim al-Nishapuri (m. 1014) i al-Khwarazmí (m. 1173) i els xiïtes al-Qadi an-Numan (m. 974) i at-Tabarí aix-Xia (segle xi) han comparat Fàtima amb la lluna plena, el sol amagat pels núvols o el sol que surt dels núvols. La primera expressió és una metàfora comuna de la bellesa en àrab i persa. El xiïta al-Majlesi (m. 1699) explica que la segona expressió és una referència a la castedat de Fàtima, mentre que la tercera expressió fa referència a la seva llum primordial.
Soufi detalla que les maneres de Fàtima s'assemblaven molt a les de Mahoma. El seu caminar també era semblant a la del Profeta, segons Veccia Vaglieri, que també argumenta que Fàtima devia gaudir de bona salut pel fet de tenir molts fills, les seves àrdues tasques domèstiques i els seus viatges a la Meca. Tanmateix, les fonts que empra callen sobre l'aparença de Fàtima, cosa que el duu a la conclusió que «Fàtima no era una dona bella». En canvi, el sunnita al-Khwarazmí relata un hadit del Profeta que diu: «Si la bellesa (husn) fos una persona, seria Fàtima; de fet, ella és més gran», mentre que alguns autors xiïtes l'han comparat amb un hurí humana.

## Esdeveniments posteriors a la mort de Mahoma
Fàtima va patir un dur dol després de la mort de Mahoma l'any 11 de l'Hègira (632 e.c.). Diverses elegies a Mahoma, atribuïdes a Fàtima, han sobreviscut i estan recollides en un diwan de poesia. Al mateix temps, Fàtima també va oposar-se activament a la successió d'Abu-Bakr i va sostenir que Alí era el successor legítim de Mahoma. Fàtima va morir sis mesos després que el seu pare i la seva mort, a una edat jove, és objecte d'una intensa controvèrsia amb acusacions contra Abu-Bakr i el seu aliat Úmar, com es detalla a continuació.

### Herència
Fadak era un poble situat al nord de Medina, a una distància de dos dies de viatge. Com a part d'un tractat de pau amb una tribu jueva, la meitat de la terra agrícola de Fadak era considerada fay i pertanyia al profeta, d'acord amb el versicle 59:6 de l'Alcorà. Hi ha alguna evidència que Mahoma va regalar la seva part de Fadak a Fàtima quan es va revelar el versicle 17:26, i que els seus agents haurien gestionat la propietat mentre Muhammad era viu. Aquesta és la visió xiïta. Entre els sunnites, as-Suyutí (m. 1505) i adh-Dhahabí (m. 1348) són d'aquesta opinió, mentre que al-Jurjaní (m. 1078) i Ibn Kathir (m. 1373) no tenen clar si el vers va ser revelat a Mahoma a Medina. Els ingressos de Fadak van donar suport en gran part als viatgers necessitats, als pobres, a les expedicions militars i a la família de Mahoma, als quals se'ls va prohibir rebre almoines generals.
Després de la mort de Mahoma el 632 i a principis del seu califat, es diu que Abu-Bakr va apoderar-se de Fadak de Fàtima, desallotjant-ne els seus agents, possiblement com a mostra d'autoritat enfront del clan de Mahoma, els Banu Hàixim, que encara no havien promès lleialtat a Abu-Bakr. Aquesta és, de nou, la visió xiïta. Entre els sunnites, l'acusació d'usurpació apareix, per exemple, a les obres d’Ibn Hàjar al-Haythamí (m. 1566) i Ibn Sad (m. 845).
Entre d'altres, el sunnita al-Baladhurí (m. 892) informa que Fàtima es va oposar a Abu-Bakr, dient que Fadak era un regal del seu pare. Es diu que el seu marit Alí i una criada a casa de Mahoma, anomenada Umm-Ayman, van oferir els seus testimonis en suport de Fàtima. Segons alguns relats, Fàtima també va portar els seus dos fills com a testimonis. Abu-Bakr, però, no va trobar els seus testimonis suficients per reconèixer la propietat de Fàtima, requerint dos homes o un home i dues dones com a testimonis, segons la llei islàmica. Khetia afegeix que Fàtima podria haver esperat que la seva proximitat amb Mahoma enfortís el seu cas. En la mateixa línia, els xiïtes argumenten que la verídica Fàtima no hauria estar capaç d'afirmar alguna cosa que no fos certa. En un altre relat, Abu-Bakr va acceptar tornar Fadak a Fàtima, però el seu aliat Úmar el va dissuadir i va trencar l'escriptura que ja hauria escrit Abu-Bakr.
Probablement després que Abu-Bakr rebutgés la reclamació de Fàtima, aquesta hauria exigit la seva herència sobre les propietats del seu pare. Abu-Bakr també ho va rebutjar, afirmant que Mahoma havia desheretat la seva família. Més concretament, va sostenir que Mahoma li havia dit personalment que els profetes no deixen herència, i el que deixen enrere és propietat pública que hauria de ser administrada pel califa. Abu-Bakr va ser inicialment l'únic testimoni d'aquesta declaració, coneguda com l'hadit de l'herència de Mahoma.
En el seu At-tabaqat al-kubra, el tradicionista sunnita Ibn Sad (m. 845) proporciona a l'hadit de l'herència dues cadenes de transmissió que inclouen nombrosos companys destacats de Mahoma, com ara Úmar, Uthman i Zubayr. En particular, inclou en aquestes cadenes alguns notables haiximites, com Alí i Abd-Al·lah ibn Abbàs, que segons altres fonts haurien disputat amb vehemència aquesta afirmació d'Abu-Bakr.
D'altra banda, Soufi sosté que Abu-Bakr és considerat generalment com l'únic narrador creïble d'aquest hadit en fonts sunnites, i afegeix que informes similars atribuïts a altres companys han estat rebutjats pels sunnites. En aquesta línia, Sajjadi escriu que totes les versions (creïbles) d'aquest hadit són recollides a partir d'Abu-Bakr, el seu aliat Úmar, la seva filla Àïxa i Màlik ibn Aws al-Hadathan, encara que algunes fonts primàries discuteixen si realment Màlik va ser un company de Mahoma. No obstant això, Soufi assenyala que el testimoni d'Abu-Bakr és prou fort perquè els sunnites facin una excepció a les normes d'herència recollides a l'Alcorà. Els xiïtes duodecimams però, rebutgen l'autenticitat del hadit de l'herència basant-se en les seves pròpies tradicions, assenyalant també les contradiccions d'aquest hadit amb l'Alcorà.

#### Sermó de Fadak
Com a protesta, es diu que Fàtima va pronunciar un discurs a la Mesquita del Profeta, conegut com el Sermó de Fadak, Entre altres fonts, aquest sermó apareix a Balaghat an-nissà, una col·lecció d'eloqüents discursos fets per dones musulmanes. L'atribució d'aquest discurs a Fàtima, però, és rebutjada pels sunnites. Es diu que Fàtima, en el seu discurs, manté que Alí és el successor legítim de Mahoma. També, que hi amonesta Abu-Bakr per negar-li l'herència i que l'acusa d'haver «fabricat» un hadit, afirmant que Mahoma mai hauria contradit l'Alcorà. Per donar suport a la seva afirmació, hauria citat el vers 27:16 de l'Alcorà en què Salomó hereta del seu pare David[./Fàtima_az-Zahrà#cite_note-FOOTNOTEAbbas2021102-53 [53]] i el vers 19:6 en què Zacaries prega per un fill que heretaria d'ell i de la casa de Jacob. Segons es recull a Balaghat, Fàtima també hauria citat els versos 8:75 i 33:6 sobre els drets dels musulmans a l'herència.

#### Vistes
Abu-Bakr va acabar amb l'estatus de puresa dels parents de Mahoma obligant-los a confiar en l'almoina general que el profeta els havia prohibit durant la seva vida. Al mateix temps, Abu-Bakr va permetre a les vídues del profeta heretar els seus bens a Medina. En particular, va concedir a la seva filla Àixa algunes propietats a la part Aliya de Medina i a Bahrain. Si hagués mantingut el seu estatus, Abu-Bakr hauria transmès a la comunitat musulmana que la seva filla Àïxa i la resta de les vídues de Mahoma eren els veritables hereus de Mahoma, segons Aslan. Madelung té una visió semblant.
Madelung suggereix que la condició califal d'Abu-Bakr era incompatible amb el manteniment de l'estatus privilegiat dels parents de Mahoma i amb l'aplicació de les regles alcoràniques d'herència. Tal com va dir Mavani, si els Banu Hàixim haguessin heretat la propietat material de Mahoma, llavors també s'hauria esperat que heretessin la seva autoritat espiritual. Opinions similars són expressades per Jafri, Margoliouth, Ayoub i Lalani, mentre que El-Hibri veu el Sermó de Fadak com una mera disputa financera. Segons Aslan, les accions d'Abu-Bakr sovint es consideren un moviment polític per debilitar el clan de Mahoma i treure els seus familiars del seu estatus privilegiat. Aslan també argumenta que els esforços d'Abu-Bakr estaven destinats a soscavar la reclamació d'Alí al califat. Aquests esforços, escriu Aslan, s'expliquen en part per la convicció d'Abu-Bakr que el califat ha de residir fora del clan de Mahoma i en part per l'enemistat personal entre Abu-Bakr i Alí. Madelung, Abbas i Anthony han destacat la mala relació existent entre els dos.

### Atac a casa seva

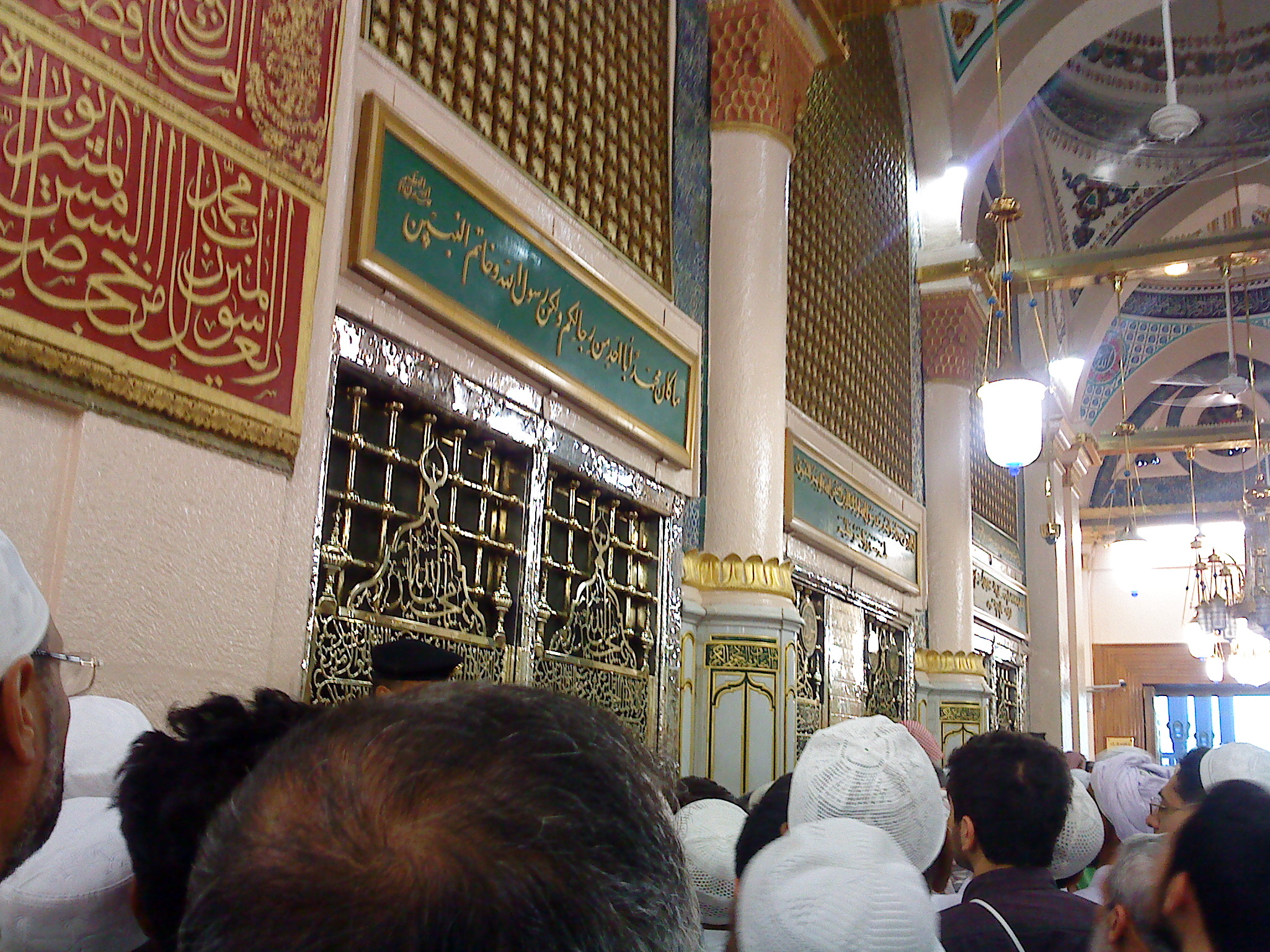
La ubicació de la casa de Fàtima a la mesquita del Profeta a Medina, l'actual Aràbia Saudita

Immediatament després de la mort de Mahoma l'11 de l'Hègira (632 e.c.), els ansar, els musulmans nadius de Medina, es van reunir a la Saqifa (lit. ‘galeria coberta’) del clan Saïda. Tradicionalment es considera que es van reunir per decidir entre ells un nou líder per a la comunitat musulmana. Per a Madelung, però, l'absència en l'assemblea dels muhajirun, els musulmans emigrants de la Meca, suggereix que els ansar es van reunir per restablir el seu control sobre Medina, amb la creença que els muhajirun tornarien majoritàriament a la Meca després de la mort de Mahoma.
Abu-Bakr i Úmar, tots dos companys de Mahoma, es van acostar a la reunió, en saber-ho. Després d'una acalorada sessió, en què probablement un cap dels ansar va ser colpejat per Úmar per tal de sotmetre'l, els reunits a la Saqifa van acordar que Abu-Bakr fos el nou cap de la comunitat. Es diu que l'esdeveniment de la Saqifa va excloure la família de Muhàmmad, que es preparava per enterrar-lo, i la majoria dels muhajirun. Al-Baladhurí (m. 892) informa que, per tal de protestar pel nomenament d'Abu-Bakr, els Banu Hàixim (el clan de Mahoma) i alguns dels seus companys es van reunir a casa de Fàtima. Entre ells hi havia l'oncle de Mahoma Abbàs i el seu company Zubayr, segons Madelung. Els reunits, inclosa Fàtima, van sostenir que el seu marit Alí era el successor legítim de Mahoma, possiblement fent referència a l'anunci de Mahoma a Ghadir al-Khumm. Es creu que Alí va explicar aquesta posició a Abu-Bakr.
Després de l'afer de la Saqifa, Abu-Bakr va encarregar al seu aliat Úmar d'assegurar la promesa de lleialtat d'Alí. Com va assenyalar at-Tabarí (m. 923), Úmar va conduir una multitud armada a la residència d'Alí i va amenaçar amb incendiar la casa si Alí i els seus partidaris no prometien lleialtat a Abu-Bakr.  L'escena aviat es va fer violenta, i Zubayr va ser desarmat i se'l van endur. La turba, però, es va retirar sense la promesa d'Alí després que Fàtima els va suplicar, com explica Al-imama wa-s-siyasa. Alternativament, al-Baladhurí afirma que Alí va capitular i va jurar lleialtat a Abu-Bakr immediatament després de l'amenaça d'Úmar. En canvi, els reculls canònics de hadits Sahih Bukharí i Sahih Múslim relaten que Alí es va comprometre a Abu-Bakr després de la mort de Fàtima. Soufi comenta que cap de les tradicions citades per at-Tabarí i al-Baladhurí no tenen cadenes de transmissió que es remuntin a l'època del conflicte, llevat d'una.
Madelung creu que Abu-Bakr va fer un boicot a Alí i, de manera més àmplia, als Banu Hàixim per tal que abandonessin el seu suport a Alí. Com a resultat, homes destacats del clan van deixar de parlar amb Alí, segons un hadit sunnita atribuït a Àïxa bint Abi-Bakr. De manera similar, Hazleton escriu que Alí va arribar a haver de pregar sol a la mesquita. Jafri afegeix que els que inicialment van donar suport a Alí se li van girar gradualment en contra i van prometre la seva lleialtat a Abu-Bakr. Sembla que només la seva dona Fàtima i els seus quatre fills petits van romandre al seu costat, escriu Hazleton, en línia amb una declaració en aquest sentit atribuïda a Alí a Nahj al-balagha.

#### Ús de la violència
Úmar ha estat conegut per la seva severitat i misogínia, especialment en fonts xiïtes. La «duresa d'Úmar» (xidda) és citada en una tradició sunnita per Àixa com la raó per la qual Úmar va ser exclòs d'un suposat intent de reconciliació entre Alí i Abu-Bakr. Kelen descriu un incident de violència d'Úmar contra la seva germana quan ella va començar a professar l'islam abans que ell. Tanmateix, no se sap què va passar després de l'altercat a casa de Fàtima. Fonts xiïtes afirmen que Fàtima va patir ferides i un avortament involuntari durant una batuda a casa seva dirigida per Úmar. En particular, el xiïsme assegura que Fàtima va perdre el seu fill al-Muhsin, el nom del qual havia estat escollit per Mahoma abans de la seva mort, segons Abbas. Aquestes afirmacions són categòricament rebutjades pels sunnites, que sostenen que al-Muhsin va morir en la infància per causes naturals.
Les denúncies de violència i avortament involuntari apareixen en algunes obres xiïtes, incloent la canònica Kitab al-Kafi, Kàmil az-ziyarat, Kitab al-irxad, Tarikh al-Yaqubí i Dalàïl al-imama. D'aquestes obres, Tarikh al-Yaqubí no esmenta l'avortament involuntari, mentre que Kitab al-irxad d'al-Mufid (m. 1022) calla sobre qualsevol violència. Per a aquest últim, tenint en compte que al-Mufid escriu sobre la violència contra Fàtima en altres llocs, Khetia sospita que es va abstenir de temes polèmics en el seu Kitab al-Irxad per fer-lo accessible a la majoria de imamites sense provocar la ira dels sunnites. En el seu As-Saqifa wa-Fadak, al-Jawharí (m. 935) inclou una tradició segons la qual Úmar i els seus homes van amenaçar per primera vegada amb incendiar la casa de Fàtima. Llavors van entrar a la casa, malgrat les seves peticions, i van forçar Alí i els seus partidaris a sortir de la casa. La resta del relat a Al-imama wa-s-siyasa descriu que Alí va ser tret de casa per la força i va ser amenaçat de mort, segons Khetia.Se sap que Muàwiya, el primer califa omeia, va al·ludir a la violenta detenció d'Alí en una carta que li va dirigir abans de la batalla de Siffin.
Madelung no està segur de l'ús de la força. Tot i així, assenyala que hi ha proves (en fonts sunnites) que la casa de Fàtima va ser escorcollada. Segons Madelung, Alí més tard va dir repetidament que s'hauria resistit a la proclamació d'Abu-Bakr si hi hagués hagut quaranta homes amb ell. Alternativament, Buehler suggereix que les denúncies de violència s'han de tractar amb precaució, ja que reflecteixen les agendes polítiques de l'època. En canvi, Veccia Vaglieri opina que les denúncies xiïtes es basen en fets, encara que hagin estat exagerades. Abbas escriu que algunes fonts sunnites ben considerades esmenten l'atac d'Úmar i les ferides de Fàtima. Khetia creu que hi ha casos coneguts en què la informació sensible ha estat censurada per autors sunnites, com el destacat jurista Abu-Ubayd ibn Sal·lam (m. 837), que possiblement estava preocupat per donar una imatge positiva dels companys de Mahoma. Han sorgit acusacions similars contra at-Tabarí i al-Massudí (m. 956). En aquesta línia, Lucas i Soufi observen la tendència sunnita a minimitzar i neutralitzar els conflictes entre els companys després de Mahoma, particularment sobre l'afer de Saqifa, mentre que aquests conflictes podrien haver estat amplificat en les fonts xiïtes.
Tant at-Tabarí com al-Massudí assenyalen que Abu-Bakr va lamentar els esdeveniments posteriors a Saqifa quan era al seu llit de mort. En particular, at-Tabarí afirma que Abu-Bakr desitjava «mai haver obert la casa de Fàtima a res, tot i que l'havien tancat com un gest de desafiament». Sembla ser una admissió implícita dels fets, que hauria estat censurada per l'autor sunnita Abu-Ubayd ibn Sal·lam al seu Kitab al-amwal. El penediment d'Abu-Bakr també és citat pel xiïta al-Yaqubí (m. 897-8).
Les fonts sunnites són gairebé unànimes en el fet que Alí va jurar lleialtat a Abu-Bakr després de la mort de Fàtima. Quan va quedar clar que els musulmans en general no donaven suport a la seva causa, es diu que Alí va renunciar a les seves pretensions al califat pel bé de la unitat d'un islam naixent, que s'enfrontava a amenaces internes i externes, segons Mavani. En particular, Jafri assenyala que Alí va rebutjar propostes per reclamar el califat per la força, inclosa una oferta d'Abu-Sufyan ibn Harb. En referència al califat d'Abu-Bakr, Madelung escriu que després va començar a circular entre els Banu Hàixim un poema que acabava amb el vers «Segurament, hem estat enganyats de la manera més monstruosa». Alí va prohibir al poeta recitar-lo, afegint que el benestar de l'islam era més estimat per a ell que qualsevol altra cosa.
En fort contrast amb la vida de Mahoma, es creu que Alí es va retirar de la vida pública durant els califats d'Abu-Bakr, Úmar i Uthman. Anthony descriu aquest canvi en l'actitud d'Alí com una censura silenciosa dels tres primers califes. Tot i que, segons es diu, va aconsellar Abu-Bakr i Úmar en qüestions governamentals i religioses, la desconfiança i l'hostilitat mútues d'Alí amb Abu-Bakr i Úmar està ben documentada, encara que en gran part minimitzada o ignorada a les fonts sunnites. Les seves diferències es van plasmar durant els actes del consell electoral l'any 644, quan Alí es va negar a estar lligat per la precedència dels dos primers califes. Un argument sunnita comú és que Alí mai hauria mantingut la relació amb Úmar si aquest hagués organitzat una incursió a casa d'Alí. Una resposta xiïta típica és que Alí va renunciar als seus drets i va exercir moderació pel bé d'un islam naixent, segons Abbas.

### Mort
Fàtima va morir l'11 de l'Hègira (632 e.c.), sis mesos després de la mort de Mahoma. En aquell moment tenia 18 o 27 anys segons fonts xiïtes i sunnites, respectivament. La data exacta de la seva mort és incerta, però els xiïtes solen commemorar la seva mort el 13 de jumada al-àkhira. La creença sunnita és que Fàtima va morir de tristesa després de la mort de Mahoma. L'islam xiïta, però, sosté que les ferides de Fàtima durant la incursió d'Úmar li van causar directament un avortament involuntari i la seva mort poc després.
At-Tabarí esmenta el patiment de Fàtima en els seus darrers dies. Les tradicions xiïtes descriuen de manera similar l'agonia de Fàtima en els seus darrers dies. En particular, el jurista ismaïlita an-Numan esmenta un hadit del cinquè imam que afirmava que «tot el que li havia fet el poble» va fer que Fàtima quedés postrada al llit, mentre el seu cos es desgastava fins que es va convertir pràcticament en un espectre. Aquest hadit sembla contenir una referència a les ferides de Fàtima durant l'atac. Ayoub descriu Fàtima com un símbol de sofriment tranquil en la pietat islàmica. En particular, els xiïtes imamites creuen en el poder redemptor del dolor i el martiri suportats pels membres de l'Ahl al-Bayt, inclosa Fàtima, per a aquells que empatitzen amb la seva causa divina i el seu sofriment.
Diverses fonts informen que Fàtima mai es va reconciliar amb Abu-Bakr i Úmar, basant-se en part en una tradició en aquest sentit recollida a la col·lecció canònica sunnita de hadits Sahih Bukharí. Hi ha alguns relats que expliquen que Abu-Bakr i Úmar van visitar Fàtima al seu llit de mort per demanar-li disculpes, cosa que Madelung considera autoincriminatòria. Segons narra Al-imama wa-s-siyasa, Fàtima va recordar als dos visitants les paraules de Mahoma: «Fàtima és part de mi, i qui la fa enfadar m'enutja». Aleshores, la moribunda Fàtima els va dir que realment l'havien enfadat i que aviat portaria la seva queixa a Déu i al seu profeta, Mahoma. També hi ha informes sunnites que Fàtima es va reconciliar amb Abu-Bakr i Úmar, tot i que Madelung suggereix que es van inventar per abordar les implicacions negatives de la ira de Fàtima.

### Enterrament

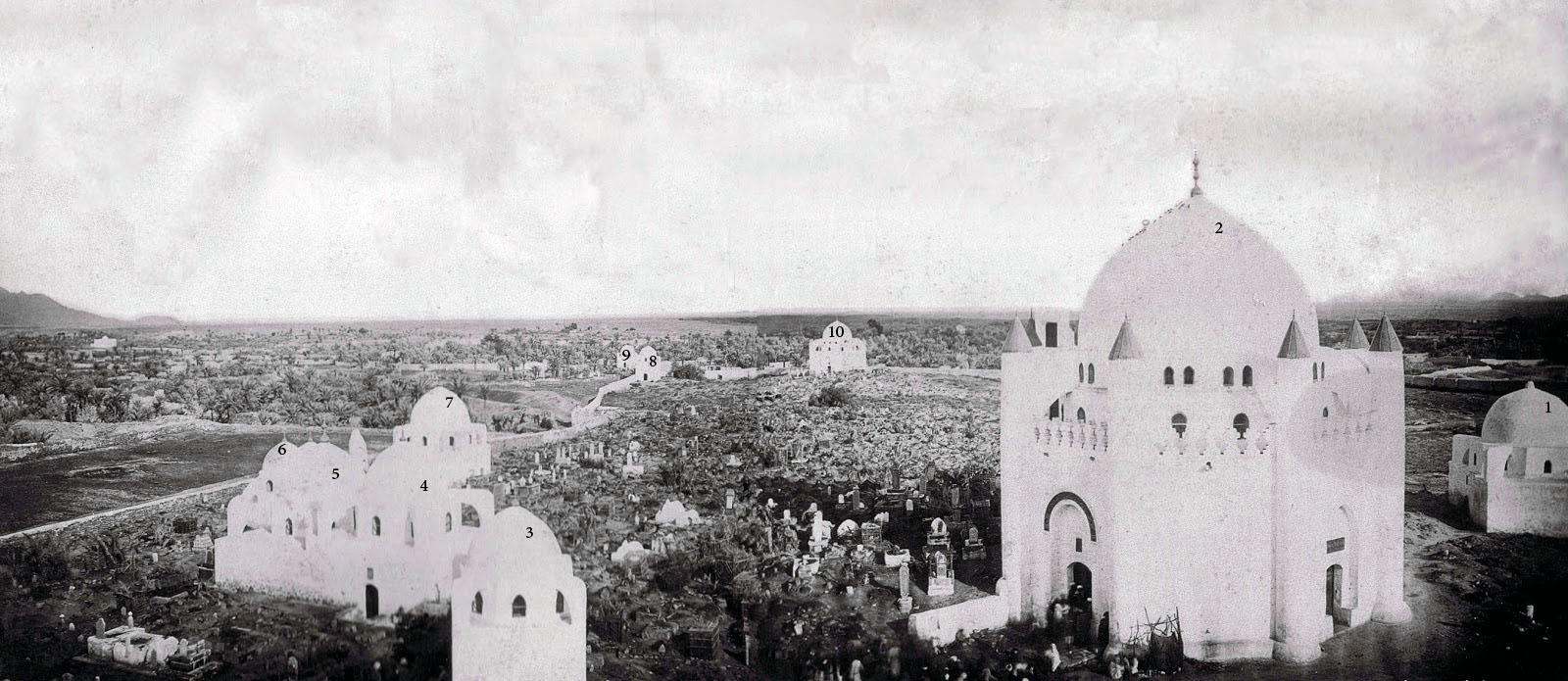
El cementiri d'Al-Baqi és un lloc probable per a la tomba de Fàtima, representada aquí abans de la demolició dels seus mausoleus pels wahhabites el 1927.

El destacat tradicionista duodecimà at-Tussí (m. 1067) proporciona un relat de l'enterrament que descriu de manera viva el sofriment d'Alí després de la mort de la seva dona, atribuït al seu fill al-Hussayn. Al-Mufid (m. 1022), un altre erudit imamita notable, inclou en el seu Ikhtissàs una altra tradició, atribuïda a Jàfar as-Sàdiq, el sisè imam. Aquesta tradició descriu que l'endemà al matí Abu-Bakr i Úmar van increpar Alí per l'enterrament secret de Fàtima. Després de saber que aquest era el desig de Fàtima, el relat continua que Úmar va amenaçar amb localitzar i exhumar el cos de Fàtima i tornar-la a enterrar després de l'oració fúnebre. Segons aquest relat, el que va impedir que Úmar materialitzés la seva amenaça va ser l'advertència d'Alí: «Per Déu, mentre estigui viu i [la meva espasa] Zulfiqar estigui a les meves mans, no hi arribaràs [allà on és], i ho saps bé [que no hi arribaràs]». Per a Khetia, la interpretació és que la pèrdua de Fàtima va ser tan traumàtica per a Alí que, per primera vegada, va amenaçar Úmar amb violència, malgrat la seva contenció anterior.
El lloc exacte d'enterrament de Fàtima a Medina segueix sent incert, amb informes sovint contradictoris. Les dues ubicacions més probables per a la seva tomba són el cementiri d'al-Baqi i la seva casa, que després va ser annexada a la mesquita del Profeta. Segons les fonts, el primer lloc està recolzat pel desig del seu fill al-Hàssan de ser enterrat al costat de la seva mare i, com que al-Hàssan és enterrat al cementiri d'al-Baqi, Fàtima també hi seria. Tanmateix, el sunnita as-Samhudí (m. 1533) afirma que al-Hàssan és enterrat al costat de la seva àvia Fàtima bint Àssad, en lloc del de la seva mare Fàtima. La incertesa de les fonts xiïtes torna a subratllar el malestar de Fàtima amb la comunitat musulmana.

### Descendents
A Fàtima la van sobreviure dos fills, al-Hàssan i al-Hussayn, i dues filles, Zàynab i Umm-Kulthum. La polèmica envolta el destí del seu tercer fill al-Muhsin. Algunes fonts canòniques xiïtes informen que al-Muhsin va morir en un avortament involuntari, després de l'atac d'Úmar a la casa de Fàtima. Per contra, els sunnites sostenen que al-Muhsin va morir en la infància per causes naturals. És a través de Fàtima que la descendència de Mahoma s'ha estès pel món musulmà. Els descendents de Fàtima reben els títols honorífics de sàyyid/sàyyida (lit. ‘senyor/senyora’) o xerif/xerifa (lit. ‘noble’) i són respectats pels musulmans. La dinastia fatimita, que va dominar el nord d'Àfrica entre 909 i 1171 va reclamar que descendia de Fàtima a través de l'imam ismaïlita Muhàmmad ibn Ismaïl, encara que aquesta afirmació ha estat posada en dubte.